# ユベール・クンデ
ユベール・クンデ（Hubert Koundé, 1970年12月30日 - ）は、ベナンにルーツを持つフランスの俳優。1993年、マチュー・カソヴィッツの『カフェ・オ・レ』で映画デビュー。フランス映画・テレビを中心に活動している。

## 主な出演作品
- カフェ・オ・レ（フランス語版） Métisse (1993)
- 憎しみ La Haine (1995)
- 家族の再会（フランス語版） 'Tout va bien, on s'en va (2000)
- ナイロビの蜂 The Constant Gardener (2005)